# Libellago celebensis
Libellago celebensis là loài chuồn chuồn trong họ Chlorocyphidae. Loài này được van Tol mô tả khoa học đầu tiên năm 2007.